# Unión de Rugby San Luis
La Unión de Rugby San Luis (URSL) es una asociación regional de clubes de rugby de Argentina con jurisdicción en la San Luis, ubicadas en el oeste del país. Fue creada el 8 de marzo de 2003 y está afiliada a la Unión Argentina de Rugby. Organiza torneos masculinos y femeninos, para mayores y menores.

## Clubes
La Unión de Rugby San Luis (URSL), es una federación deportiva con sede en la ciudad de San Luis Capital que agrupa a clubes de toda la provincia de San Luis.
1. Viento Norte Rugby Club (La Toma)
2. Chancay Rugby Club (San Luis)
3. Los Teros Rugby Club (San Luis)
4. Universidad Católica de Cuyo (San Luis)
5. Mercedes Rugby Club (Villa Mercedes)
6. Club de Rugby y Hockey Los Puelches (Villa Mercedes)
7. Herradura Rugby Club (Merlo)
8. Daract Rugby Club (Justo Daract)

## Torneos
La URSL organiza los campeonatos internos de la federación, masculinos y femeninos. Los equipos masculinos de la UAR también participan en el Torneo Regional del Oeste, junto a equipos de la Unión de Rugby de Cuyo (Mendoza), Unión Andina de Rugby (La Rioja y Catamarca) y Unión Sanjuanina de Rugby.

## Clubes campeones
Los clubes campeones de los torneos superiores de rugby masculino (rugby 15) y femenino (rugby 10) han sido los siguientes:
- 2009. Los Teros RC (masc)
- 2010. Los Teros RC (masc)
- 2011. Mercedes Rugby (masc)
- 2012. Mercedes Rugby (masc)
- 2013. Viento Norte RC (masc)
- 2014. Mercedes Rugby (masc)
- 2015. Mercedes Rugby (masc)
- 2016. Mercedes Rugby (masc)
- 2016. Chancay RC (fem)
- 2017. Mercedes Rugby (masc)
- 2018. Mercedes Rugby (masc)
- 2019. Mercedes Rugby (masc)
- 2019. Universitario “Las Sirenas” (fem)
- 2021 Chancay RC (masc)
- 2022 Chancay RC (masc)
- 2023 Chancay RC (masc)

Fuentes: